# Матілья-де-Арсон
Матілья-де-Арсон (ісп. Matilla de Arzón) — муніципалітет в Іспанії, у складі автономної спільноти Кастилія-і-Леон, у провінції Самора. Населення — 206 осіб (2010).
Муніципалітет розташований на відстані близько 250 км на північний захід від Мадрида, 65 км на північ від Самори.

## Демографія
Динаміка населення (INE ):